# Ekaterina Șihova
Ekaterina Șihova (n. 25 iunie 1985, Kirov, RSFS Rusă, URSS) este o sportivă ce a reprezentat Rusia, medaliată olimpică. A participat la 2 ediții ale Jocurilor Olimpice (2010, 2014) în care a câștigat o medalie de bronz.